# Gowron
Gowron, fiul lui M'Rel, este un personaj fictiv care a apărut în serialul de televiziune american Star Trek: Generația următoare și Star Trek: Deep Space Nine. A fost interpretat de actorul Robert O'Reilly care a apărut prima dată în episodul „La vânătoare de bărbați” ("Manhunt") ca Scarface (Cicatrice).  O'Reilly a fost distribuit ca Gowron datorită abilității sale comice și a privirii sale pătrunzătoare și extrem de neliniștitoare, sau din cauză a ceea ce O'Reilly caracteriza cu umor ca fiind „aceea chestie nebună a globului ocular”.
Gowron este conducătorul Imperiului Klingonian, cunoscut sub numele de cancelar.

## Legături externe
- en Gowron la Memory Alpha (site wiki pentru Star Trek)
- Gowron, son of M'Rel at Memory Beta (a Star Trek wiki)

## Vezi și
- Listă de personaje din universul Star Trek